# 위양 (전한)
위양(魏楊, ? ~ ?)은 전한의 제후로, 태상 위불해의 손자이다.

## 생애
아버지 위성의 뒤를 이어 당도후(當塗侯)에 봉해졌다. 시호로 날(剌)을 받았고, 아들 위향이 뒤를 이었다.

## 출전
- 반고, 《한서》 권17 경무소선원성공신표

| 선대 아버지 당도애후 위성 | 전한의 당도후 ? ~ ? | 후대 아들 당도대후 위향 |